# Ернан Даріо Еррера
Ернан Даріо Еррера (ісп. Hernán Darío Herrera, нар. 28 жовтня 1957, Анджельполіс) — колумбійський футболіст, що грав на позиції півзахисника за клуби «Атлетіко Насьйональ» та «Америка де Калі», а також національну збірну Колумбії. По завершенні ігрової кар'єри — тренер.
П'ятиразовий чемпіон Колумбії. 

## Клубна кар'єра
У дорослому футболі дебютував 1977 року виступами за команду «Атлетіко Насьйональ», в якій провів вісім сезонів. 1981 року вигравав чемпіонат Колумбії.
1985 року перейшов до клубу «Америка де Калі», за який відіграв ще вісім сезонів, протягом яких ще чотири рази ставав чемпіоном країни.

## Виступи за збірну
1979 року дебютував в офіційних матчах у складі національної збірної Колумбії.
У складі збірної був учасником Кубка Америки 1979 року  та Кубка Америки 1983 року.
Загалом протягом семирічної кар'єри у національній команді провів у її формі 37 матчів, забивши 10 голів.

## Кар'єра тренера
У серпні-листопадм 2018 року виконував обов'язки головного тренера «Атлетіко Насьйональ».

## Титули і досягнення
- Чемпіон Колумбії (5):

«Атлетіко Насьйональ»: 1981
«Америка де Калі»: 1985, 1986, 1990, 1992